# Talaborfalu
Talaborfalu (ukránul: Теребля [Tereblja], románul: Talabor) falu Ukrajnában, Kárpátalján, a Técsői járásban.

## Fekvése
Técsőtől 20 km-re északra, a Talabor jobb partján fekszik.

## Nevének eredete
Nevét az azonos nevű folyóról kapta.

## Története
1389-ben említik először. A középkorban kősóbányája volt.
1910-ben 2540 lakosából 2336 ruszin és 165 német volt. A trianoni békeszerződésig Máramaros vármegye Técsői járásához tartozott.
Ma 3300 ukrán-ruszin lakosa van. Határában van Tereblya 100 ágyas szanatóriuma.